# Japonesos
Els japonesos (日本人, Nihonjin, Nipponjin) són un grup ètnic nadiu del Japó. El terme de japonesos també defineix els ciutadans del Japó i, segons certs criteris "racials", els seus descendents que viuen en altres llocs del món. Els japonesos conformen el 98,5% del total de la població del Japó. A tot el món hi ha uns 130 milions de persones d'ascendència japonesa i que són anomenats com nikkeijin (diàspora japonesa) (日系人). El terme ètnic 'japonès' també es pot utilitzar en alguns contexts per a referir-se a grups humans locals com els yamatos, ainus i ryukyuans. L'estudi etnogràfic sobre els japonesos es pot englobar dins el gènere del nihonjinron.

## Llengua
Els japonesos parlen japonès, considerada com una llengua aïllada, tot i que està relacionada amb les llengües ryukyuenques. Totes aquestes s'han considerat en diverses ocasions com llengües altaiques. El japonès té un sistema d'escriptura tripartit que utilitza l'Hiragana, el katakana i el kanji. Els japonesos parlen normalment el japonès en el seu dia a dia i el nivell d'alfabetització està per sobre del 99%.

## Religió
La religió japonesa ha estat tradicionalment sincrètica i combina elements del budisme i del xintoisme. El Xintoisme, la religió nadiua politeista japonesa no té cap cànon escrit en un llibre sant. El xintoisme va ser codificat com a llengua estatal el 1868, tot i que va ser abolit com a religió estatal durant l'ocupació estatunidenca el 1945. El budisme Mahayana fou introduït al Japó al segle vi. Avui en dia, la forma de budisme més estesa entre els japonesos és la secta Jōdo Shinshū, fundada per Shinran.
La majoria dels japonesos (entre el 84% i el 96%) afirmen creure tant en el xintoisme com en el budisme. La religió, per als japonesos, està més basada en les tradicions i la mitologia i no constitueix una base moral per a seva vida.

## Literatura

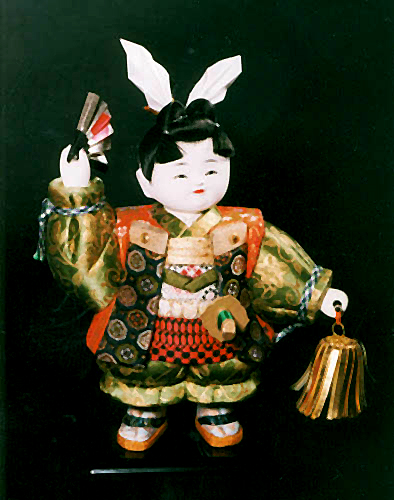
Ninot de Momotarō,
un caràcter de la literatura japonesa i el folklore japonès.

Hi ha diversos gèneres literaris que estan associats amb els japonesos. Entre aquests hi ha el haiku, el tanka i el watakushi shōsetsu. A més a més, els escriptors contemporanis escriuen seguint els gèneres literaris occidentals, tot i que solen utilitzar els valors estètics culturals tradicionals japonesos. Entre les obres literàries japoneses més famoses, destaquen: Genji Monogatari (1021), de Murasaki Shikibu, sobre la cultura de la cort del Període Heian; el llibre dels cinc anells (1645), de Miyamoto Musashi, sobre l'estratègia militar; Oku no Hosomichi (1691) de Matsua Bashō, una novel·la de viatges i l'assaig In Praise of Shadows (1933) de Jun'ichirō Tanizaki, sobre el contrast entre la cultura oriental i occidental.
Després de l'obertura del Japó a occident el 1854, alguns treballs literaris d'aquest estil fou escrit en anglès per japonesos, per exemple, Bushido: The Soul of Japan (1900) de Nitobe Inazo, sobre l'ètica samurai i el llibre del te (1906), d'Okakura Kakuzo, sobre les implicacions filosòfiques de la cerimònia del te. Entre els principals treballs que estudien la societat japonesa des de l'òptica occidental, destaca el crisantem i l'espasa de l'antropòloga estatunidenca Ruth Benedict.
Els escriptors japonesos del segle xxi parlen sobre els canvis que pateix la societat japonesa. Entre els seus autors literaris més destacats hi ha Natsume Sōseki, Jun'ichirō Tanizaki, Osamu Dazai, Yasunari Kawabata, Fumiko Enchi, Yukio Mishimai Ryōtarō Shiba. En el japó contemporani també destaquen els autors: Ryū Murakami, Haruki Murakami i Banana Yoshimoto.

## Art

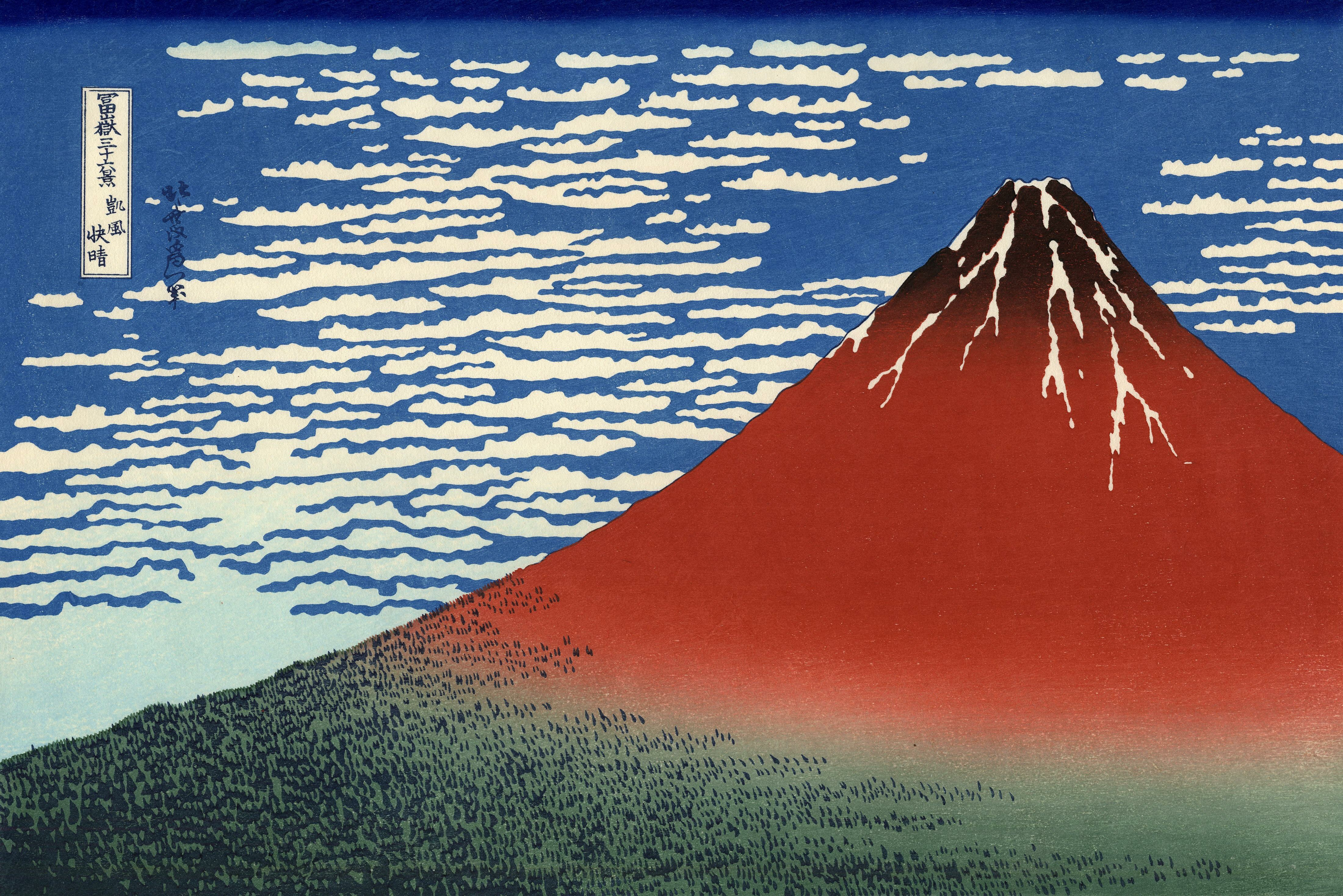
La pintura Fuji vermell de les sèries d'Hokusai, Trenta-sis vistes del Mont Fuji.

Les arts decoratives més antigues del Japó daten del període de la Pre-història. La ceràmica del període Jōmon mostra exemples amb una ornamentació elaborada. En el període Yayoi els artesans van produir miralls i campanes cerimonials conegudes amb el terme de dōtaku.
Al començament del període Nara va florir la pintura, la cal·ligrafia i l'escultura. Aquestes tenien influències del confucianisme i del budisme xinès. Dues mostres importants de l'arquitectura d'aquest període són els temples budistes Hōryū-ji i Yakushi-ji. L'art i l'arquitectura japonesa, després que es paressin les relacions oficials amb la Dinastia Tang, al segle ix, va esdevenir menys influenciada per la Xina. Després que Tōdai-ji fos cremat en la Guerra Gempei, aquest es va restaurar i va esdevenir un centre artístic important. Els mestres més importants d'aquesta època foren Unkei i Kaikei.
Durant el període Muromachi l'art pictòric va avançar i va rebre la influència del budisme zen. El mestre Sesshū Tōyō n'és el més representatiu. Durant el període Sengoku es va elaborar la cerimònia del te. Durant el període Edo la pintura es va caracteritzar per escenes policromades de l'escola Kano. Artistes populars van crear l'Ukiyo-e, l'estampa japonesa; aquesta, juntament amb la porcellana d'Imari va esdevenir molt valuosa i va arribar fins a Europa.
En el teatre, hi ha el gènere tradicional dramàtic, Noh. Altres gèneres són el Kyōgen i el kabuki. El bunraku és un teatre tradicional de marionetes.
Des de la Restauració Meiji, els japonesos van adoptar elements de la cultura occidental. El seu art ha esdevingut una barreja de la tradició japonesa amb elements occidentals. Alguns elements de la cultura popular japonesa importants són el J-Pop, el manga i l'anime.

## Teories sobre els orígens

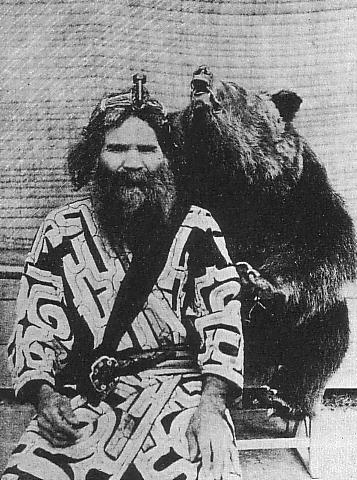
Un home Ainu a la dècada de 1930

Arai Hakuseki ja coneixia al segle xviii la indústria lítica al Japó i va suggerir que a l'antic Japó hi vivien els Mishihases (o Shukushins). Posteriorment, Philipp Franz von Siebold va afirmar que els ainus eren els indígenes del Japó. Iha Fuyū va afirmar que els japonesos i els ryukyuans tenien el mateix origen ètnic, basant-se en la seva recerca sobre les llengües ryukyuans de principi del segle xx. En el període Taishō, Torii Ryūzō va afirmar que els yamatos havien utilitzat ceràmica Yayoi i que els ainus utilitzaven ceràmica Jōmon.

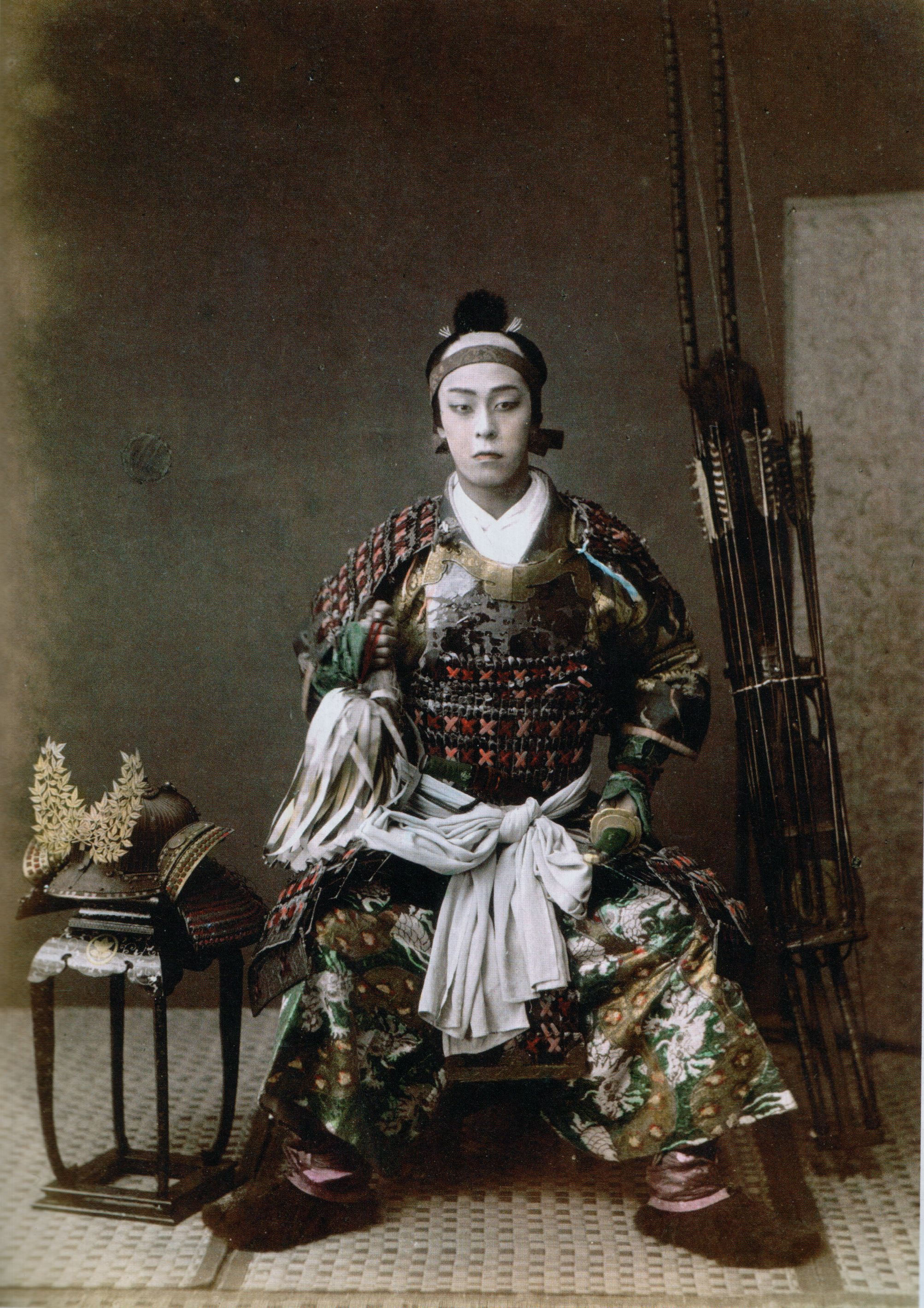
Foto d'un samurai japonès presa per Felice Beato el 1867

Molts científics van proposar que l'origen dels japonesos era comú, entre ells Fujii Sadamoto, pioner de l'arqueologia japonesa. Però després del final de la Segona Guerra Mundial, Kotondo Hasebe i Hisashi Suzuki van considerar que l'origen dels japonesos no era del període Yayoi, si no que era un grup humà format en el període Jōmon.
Kazuro Hanirara va formular una nova teoria de mestissatge el 1984. Aquest també va formular la teoria de model d'estructura dual en anglès el 1911. Aquest afirma que els llinatges dels japonesos moderns comencen amb el poble Jōmon que va emigrar cap a l'Arxipèlag Japonès durant el Paleolític des de la seva zona original, al Sud-est Asiàtic. Hanihara creia que na segona onada d'immigrants van arribar al Japó des del nord-est d'Àsia durant el període Yayoi. La gent d'aquests dos grups humans es van barrejar a les regions illenques de Kyūshū, Shikoku i Honshū, però no van prevaldre en les illes exteriors d'Okinawa i d'Hokkaidō, on van continuar dominant els ryukyuan i els ainus. Mark J. Hudson va afirmar que els japonesos es van formar biològicament i lingüísticament entre el 400 a. de C. i el 1200 d. de C.
Masatoshi Nei es va oposar al model d'estructura dual, al·legant una distància genètica i va afirmar que els japonesos eren originaris del nord-est d'Àsia i van emigrar al Japó fa trenta mil anys.
En una recerca promoguda a l'octubre de 2009 pel Museu Nacional de Natura i Ciència del Japó va concloure que l'Home de Minatogawa, trobat a Okinawa, era una evidència que els Jōmons van entrar al Japó per la ruta meridional. Hiroto Takamiya, de la Universitat de Sapporo, va suggerir que els kyushus van immigrar d'Okinawa entre els segles X i xii a. de C.
El 2011, un estudi de Sean Lee i Toshikazu Hasegawa va manifestar que un origen comú de les llengües japoneses s'havien originat fa uns 2.182 anys.

### Origen dels Jōmons i dels Yayois

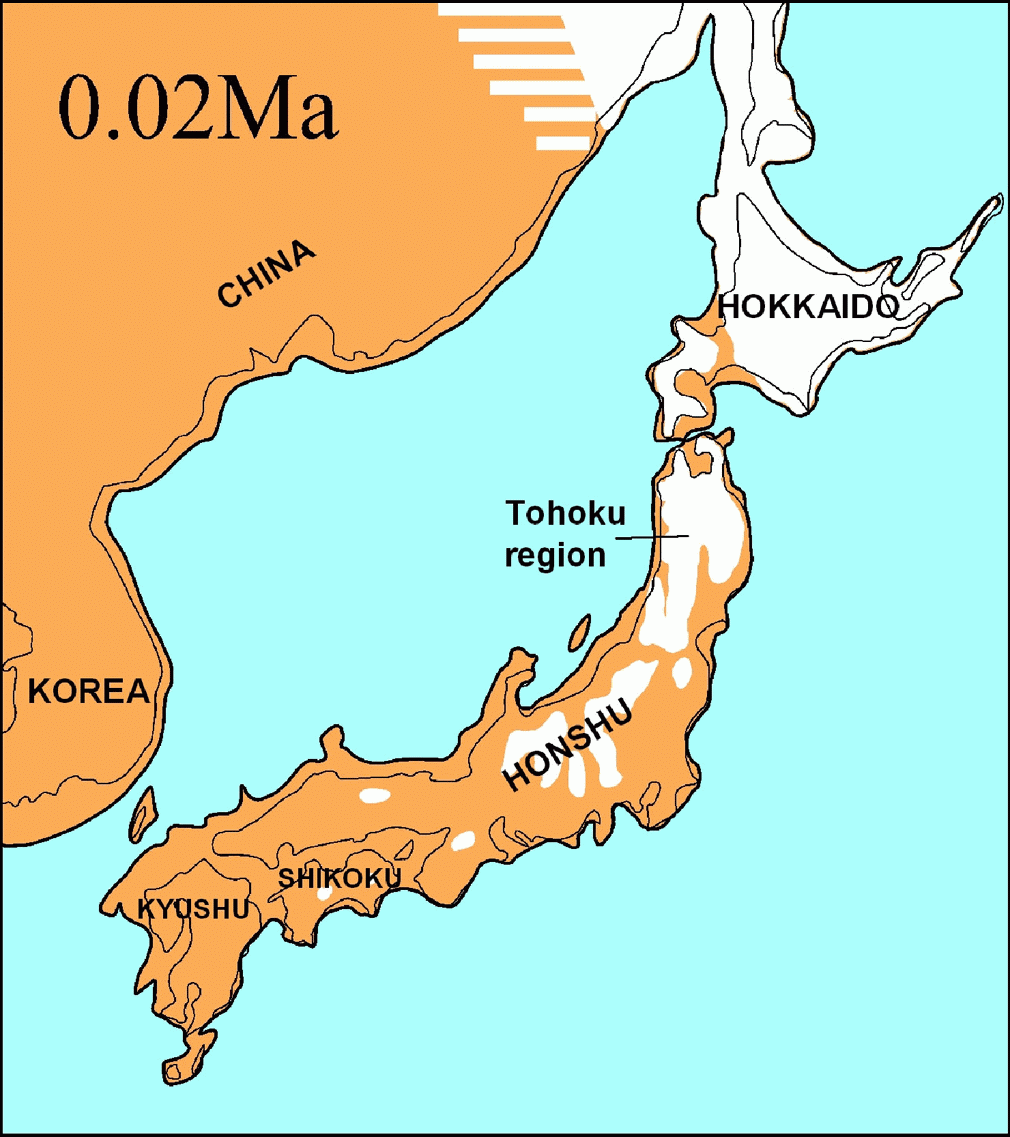
Japó fa uns 20.000 anys, a l'última glaciació

Actualment, la teoria dels orígens dels japonesos més estesa és la que els considera descendents dels Jōmons i dels immigrants yayois. Però l'origen d'aquests pobles no està clara. Una publicació recent japonesa ha dividit les següents possibles rutes dels grups humans que viuen a l'arxipèlag japonès:
- Aborígens que han viscut al Japó des de fa més de 10.000 anys. Es considera que els habitants de les illes que van des de Hokkaido fins a Okinawa podrien ser els aborígens japonesos.
- Immigrants que provenen de la ruta septentrional (北方ルート, en japonès): gent que prové de la Península de Corea, de la Xina, de l'Illa Sakhalín, de Mongòlia i de Sibèria.
- Immigrants que provenen de la ruta meridional (南方ルート, en japonès): gent que prové de les Illes del Pacífic, del Sud-est asiàtic i de l'Índia.

Tot i això no s'ha arribat a un consens sobre l'origen dels japonesos.

## Història

### Paleolític
Hi ha evidències arqueològiques que indiquen que la gent de l'Edat de Pedra vivia a l'arxipèlag del Japó durant el Paleolític des da fa entre uns 39.000 i uns 21.000. En aquells moments, el Japó estava connectat al continent asiàtic almenys per un tros de terra i caçadors-recol·lectors nòmades van arribar a l'actual arxipèlag des de l'Àsia Oriental, Sibèria i segurament Kamtxatka. En diverses excavacions s'hi ha trobat indústria lítica i artesanies fetes amb ossos.

### Poble Jōmon

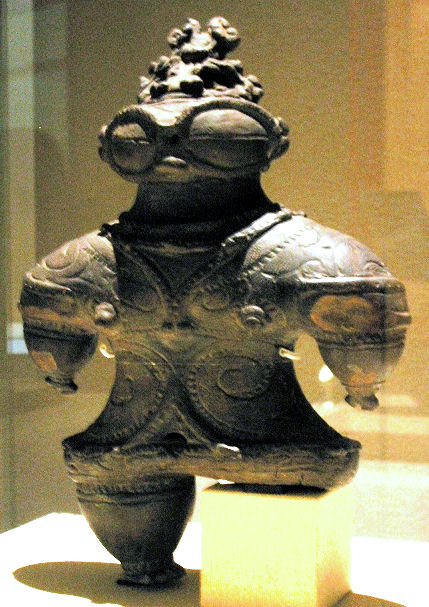
Shakōki-dogū (遮光器土偶) (1000–400 BC), figura "goggle-eyed type". Museu Nacional de Tokyo, Japó.

El poble Jōmon va desenvolupar algunes de les peces de ceràmica més antigues del món en el Període Paleolític superior, al 14è mil·lenni a. de C. El nom d'aquest poble prové de les característiques d'aquesta ceràmica.
Els Jōmons eren caçadors-recol·lectors a l'època del Mesolític i entre el 1200 i el 1000 a. de C. van desenvolupar una agricultura primitiva basada en el cultiu de l'arròs. La seva principal font de proteïnes era el peix.
Es creu que els Jōmons van arribar a l'arxipèlag del Japó des de l'Àsia del Nord o des de l'Àsia central i van esdevenir els actuals ainus. Algunes recerques suggereixen que els ainus conserven un cert grau de marques genètiques úniques en la seva base genètica i tenen algunes afinitats amb altres poblacions regionals del Japó com els nivkhs de l'Extrem Orient Rus. Basant-se en més d'una dotzena de marcadors genètics de diversos cromosomes i en petjades arqueològiques es creu que l'arxipèlag japonès està habitat per humans des de fa uns 30.000 anys i que els Jōmons van arribar des del nord-est d'Àsia i es van assentar a les illes japoneses molt més temps abans del que s'havia proposat tradicionalment.

### Poble Yayoi
Es considera que els yayois van arribar a les illes del Japó entre els anys 400 aC i el 300 aC i es van barrejar amb els Jōmons. Els yayois van portar l'agricultura basada en els camps inundats d'arròs i tecnologia avançada de bronze i de ferro. Tot i que abans ja existia abundants recursos de caça i d'agricultura de l'arròs en secà, els agricultors yayois van crear sistems agrícoles més productius incorporant la inundació dels camps d'arròs. Això va fer que es pogués alimentar a una població més densa i nombrosa i va esdevenir la base d'unes institucions més avançades que van esdevenir el Període Kofun.
La població estimada de les illes del Japó durant el període Jōmon es calcula en cent milions d'habitants i durant el Període Nara ja van assolir els tres milions d'habitants. Es calcula que en aquesta època hi havia entre mig i un milió d'habitants a l'arxipèlag.

## Genètica

### Cromosoma Y humà
Un estudi genètic fet el 2007 per Nonaka i altres va provar que els homes japonesos de la Regió de Kantō, que inclou l'Àrea metropolitana de Tòquio tenien els següents haplogrups del cromosoma Y humà: haplogrup D-M55 (48%), haplogrup O2b (31%), haplogrup O3 (15%) i haplogrup C-M130 (4%).

### ADN Mitocondrial
Segons una anàlisi en 1000 japonesos de l'àrea metropolitana de Tòquio, els haplogrups mitocondrials de l'ADN dels japonesos moderns inclouen: Haplogrup mitocondrial humà D (42/118 = 35,6%, que inclouen 39/118 = 33,1% D4 i 3/111 = 2,5% D5), Haplogrup mitocondrial humà B (16/118 = 13,6%, incloent 11/118 = 9,3% B4 i 5/118 =4,2% B5), Haplogrup mitocondrial humà M (M7 - 11/118 = 10,2%), Haplogrup mitocondrial humà G (12/118 = 10,2%), N9 (10/118 = 8,5%), Haplogrup mitocondrial humà F (9/118 = 7,6%), Haplogrup mitocondrial humà A (8/118 = 6,8%), Haplogrup mitocondrial humà Z (4/118 = 3,4%), M9 (3/118 = 2,5%) i M8 (2/118 = 1,7%).

### Polimorfisme simple-nucleoide
Un estudi fet el 2008 per Chao Tian i altres va reportar que poblacions de japonesos de Tòquio, coreans i xinesos de Pequín són genèticament menys diferents entre ells que poblacions de filipins, cambodjans, iacuts, lahu, dais, hezhens, naxis, oroqens o she. També afirmen que els coreans són genèticament intermedis entre els xinesos de Pequín i els japonesos de Tòquio.

## Colonialisme

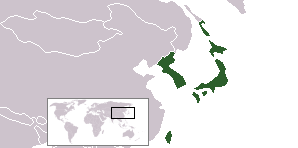
Localització de l'Imperi Japonès

Durant l'Imperi Japonès (1895 - 1945,el terme de "poble japonès" es va utilitzar no només per a referir-se als residents de l'arxipèlag japonès, si no a la gent de les colònies que van obtenir la ciutadania japonesa com els taiwanesos i els coreans. El terme oficial que es feia servir per a referir-se a les persones del grup ètnic japonès fou el de inland people (内地人 naichijin). L'imperi japonès va intentar assimilar a aquests pobles en una única identitat imperial japonesa.
Després del final de la Segona Guerra Mundial, molts nivkhs i oroks del sud de Sakhalín que havien obtingut la ciutadania japonesa a la Prefectura de Karafuto foren obligats a repatriar-se des de Hokkaido per la Unió Soviètica com a part del poble japonès. A part, motls coreans de Sakhalín que havien obtingut la ciutadania japonesa fins al final de la guerra van perdre la seva ciutadania durant l'ocupació soviètica.

## Ciutadania
L'article 10 de la Constitució del Japó defineix el terme de japonès com aquell que té la nacionalitat japonesa. El Japó accepta a 15.000 nous ciutadans japonesos per naturalització cada any. El concepte de grups ètnics en les estadístiques nacionals del japó és diferent del concepte d'etnicitat utilitzat als Estats Units i a l'Europa occidental. L'Oficina d'Estadística Japonesa no pregunta segons l'etnicitat de la gent. Tots els ciutadans japonesos naturalitzats que tenen una base multiètnica són considerats ètnicament japonesos en el cens oficial.
Així, quan un ciutadà japonès descriu l'origen dels seus avantpassats com a forans a l'arxipèlag japonès, utilitzen el terme de kei. Per exemple, Tanya Ishii, es referia a si mateixa com a russo-japonesa degut a les seves arrels russes en el seu llinatge matrilineal.

## Diàspora

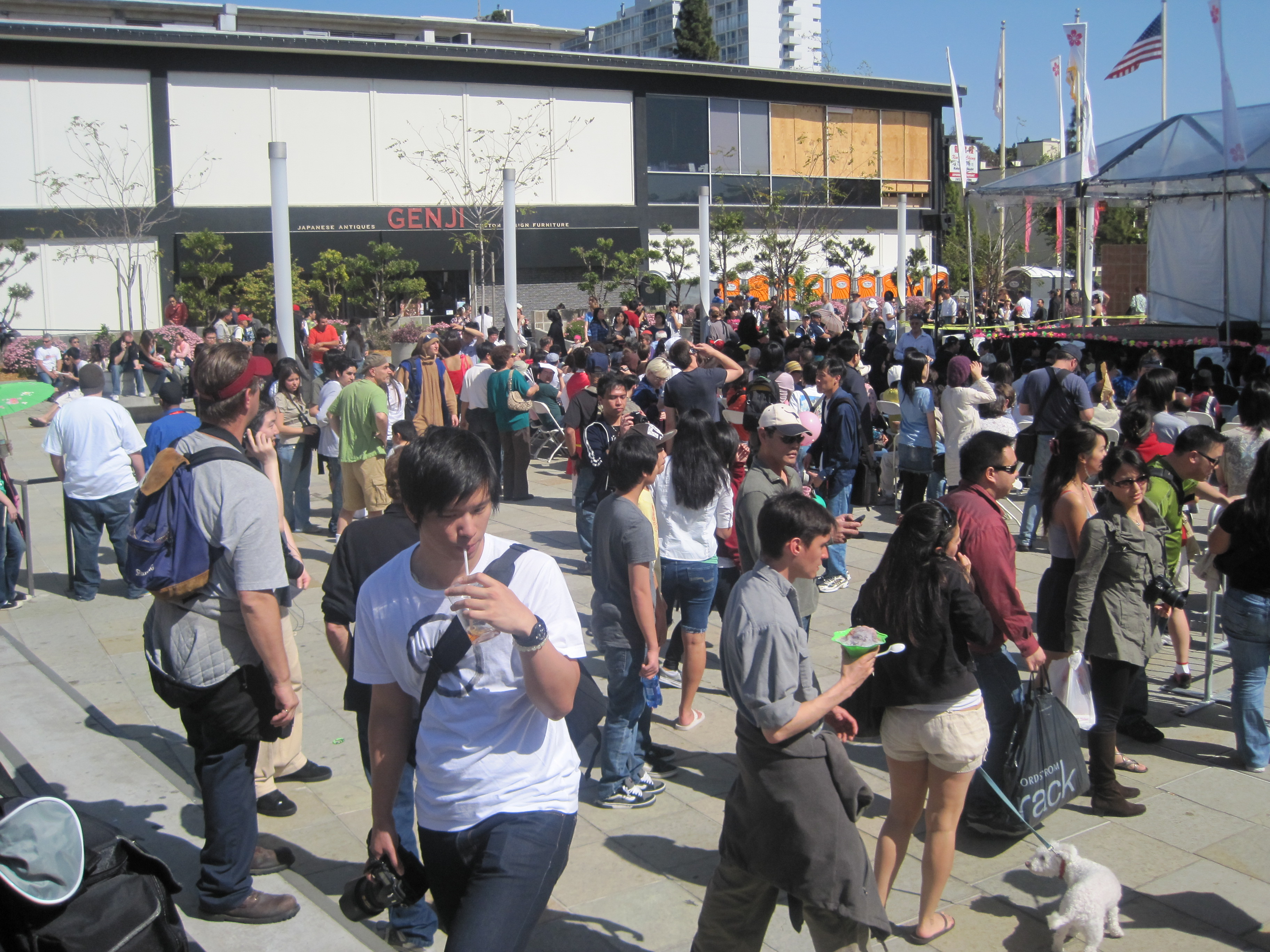
La plaça Japantown Peace durant el Festival Northern California Cherry Blossom.

Els japonesos de la diàspora i els seus descendents són anomenats nikkeijin (日系人)
La primera emigració referida del Japó data del segle xii, vers Filipines i Borneo però no es pot considerar que l'emigració dels japonesos no va esdevenir un fenomen de masses fins a l'Era Meiji, quan molts japonesos van emigrar cap a les Filipines, els Estats Units, Canadà, Perú, Colòmbia, Brasil i l'Argentina. Durant l'Imperi Japonès també hi va haver una emigració significativa als altres territoris imperials; de totes maneres, molts d'aquests van ser repatriats al Japó després del final de la Segona Guerra Mundial.
Segons l'Associació de Nikkei i de Japonesos emigrats, hi ha aproximadament dos milions i mig de nikkeijin que viuen arreu del món. Les comunitats més importants estan als estats brasilers de São Paulo i de Paraná. També hi ha comunitats cohesionades de japonesos a les Filipines, Malàisia Oriental, Perú, Buenos Aires, Córdoba i Misiones a l'Argentina i, als Estats Units, a Hawaii, Califòrnia i l'Estat de Washington. També hi ha petits grups de descendents de japonesos que viuen en països caribenys com Cuba i la República Dominicana. Segons el Ministeri d'Afers Exterior japonès hi ha més d'un milió de japonesos que viuen fora del Japó.
De la dècada del 1980 ençà, molts guitarristes japonesos viatjaren a Alcoi per a rebre classes del mestre José Luis González: un d'ells, Hiroshi Fujii, es va quedar a viure per a aprendre a tocar la xirimita i, de rebot, va ser el primer d'una altra tongada de músics nipons formats a València, entre els quals els dolçainers Sou Suwa i Nanao Kobayashi i el tabaleter Ippei Nose, participants en les Festes de la Mare de Déu de la Salut d'Algemesí.